# اجراهای زنده آبا
| بررسی انتقادی              | بررسی انتقادی |
| منبع                       | رتبه‌بندی      |
| -------------------------- | ------------- |
| آل‌میوزیک                   | [ ۱ ]         |
| راهنمای آلبوم رولینگ استون | [ ۲ ]         |

اجراهای زندهٔ آبا (انگلیسی: ABBA Live) آلبومی از اجراهای زندهٔ ابرگروه سوئدی موسیقی پاپ آبا است که در سال ۱۹۸۶ منتشر شد.

## فهرست ترانه‌ها
تمامی ترانه‌ها توسط بنی آندِشون و بیورن اولویوس نوشته‌شده، مگر آنهایی که نام دیگری برایشان ذکر شده‌است.
| رویِ اول | رویِ اول                                                 | رویِ اول                               | رویِ اول |
| شماره   | نام                                                     | نویسنده(ها)                           | مدت     |
| ------- | ------------------------------------------------------- | ------------------------------------- | ------- |
| ۱.      | «ملکه رقصان» (زنده در ومبلی، نوامبر ۱۹۷۹)               | بنی آندِشون استیگ آندشون بیورن اولویوس | ۳:۴۲    |
| ۲.      | «شانست را با من امتحان کن» (زنده در ومبلی، نوامبر ۱۹۷۹) |                                       | ۴:۲۲    |
| ۳.      | «رؤیایی دارم» (زنده در ومبلی، نوامبر ۱۹۷۹)              |                                       | ۴:۲۳    |
| ۴.      | «مادرت می‌داند؟» (زنده در ومبلی، نوامبر ۱۹۷۹)            |                                       | ۴:۰۹    |
| ۵.      | «چیکیتیتا» (زنده در ومبلی، نوامبر ۱۹۷۹)                 |                                       | ۵:۲۱    |

| رویِ دوم | رویِ دوم                                                                                          | رویِ دوم                               | رویِ دوم |
| شماره   | نام                                                                                              | نویسنده(ها)                           | مدت     |
| ------- | ------------------------------------------------------------------------------------------------ | ------------------------------------- | ------- |
| ۱.      | «به‌خاطر موسیقی سپاسگزارم» (زنده در ومبلی، نوامبر ۱۹۷۹)                                           |                                       | ۳:۴۰    |
| ۲.      | «یکی بخر، دو تا ببر» (زنده در برنامۀ دیک کَویت با آبا دیدار می‌کند، آوریل ۱۹۸۱)                    |                                       | ۳:۳۱    |
| ۳.      | «فرناندو» (زنده در استرالیا، مارس ۱۹۷۷)                                                          | بنی آندِشون استیگ آندشون بیورن اولویوس | ۵:۲۲    |
| ۴.      | «بده! بده! بده! (مردی را پس از نیمه‌شب)» (زنده در برنامۀ دیک کَویت با آبا دیدار می‌کند، آوریل ۱۹۸۱) |                                       | ۳:۱۷    |
| ۵.      | «سوپر تروپر» (زنده در برنامۀ دیک کَویت با آبا دیدار می‌کند، آوریل ۱۹۸۱)                            |                                       | ۴:۲۳    |
| ۶.      | «واترلو» (زنده در ومبلی، نوامبر ۱۹۷۹)                                                            | بنی آندِشون استیگ آندشون بیورن اولویوس | ۳:۳۴    |

| ترانه‌های اضافی نسخۀ سی‌دی | ترانه‌های اضافی نسخۀ سی‌دی                                               | ترانه‌های اضافی نسخۀ سی‌دی              | ترانه‌های اضافی نسخۀ سی‌دی |
| شماره                    | نام                                                                    | نویسنده(ها)                           | مدت                      |
| ------------------------ | ---------------------------------------------------------------------- | ------------------------------------- | ------------------------ |
| ۱۲.                      | «پول، پول، پول» (زنده در استرالیا، مارس ۱۹۷۷)                          |                                       | ۳:۲۰                     |
| ۱۳.                      | «هدف اساسی/عقاب» (زنده در ومبلی، نوامبر ۱۹۷۹)                          | بنی آندِشون استیگ آندشون بیورن اولویوس | ۹:۳۷                     |
| ۱۴.                      | «حالا حالاها» (زنده در برنامۀ دیک کَویت با آبا دیدار می‌کند، آوریل ۱۹۸۱) |                                       | ۴:۰۱                     |

## جداول موسیقی
| جدول (۱۹۸۶)                     | بالاترین رتبه |
| ------------------------------- | ------------- |
| آلبوم‌های هلندی (جدول‌های هلند)   | ۴۷            |
| آلبوم‌های سوئدی (برترین‌های سوئد) | ۴۹            |